# Voodoo Highway Music & Post Inc.
Voodoo Highway Music & Post Inc. es una colección de Compositores de música con sede en Toronto, Ontario, Canadá. Con estudios adicionales en Seattle, Washington y Hollywood, California, Estados Unidos. 
El equipo está formado por Brian Pickett, Graeme Cornies, David Kelly y James Chapple. Voodoo Highway Music ha sido el resultado de respaldo a los programas de televisión de Drama Total, Animales en calzones, Mi Niñera es un Vampiro y Daniel Tiger's Neighborhood.